# Vétroz
Vétroz (frankoprovensalska: Vètro) är en ort och kommun i distriktet Conthey i kantonen Valais, Schweiz. Kommunen består av två sammanvuxna byar: Vétroz och Magnot och ligger 6 km väster om kantonens huvudort Sion, 483 meter över havet. Den har 6 604 invånare (2023).
Vétroz är ett stort vindistrikt. Bland dess specialiteter finns de vita vinerna, framförallt "Amigne". "Amigne" är ett gammalt vitvin som troligtvis härrör från romartiden för 2000 år sedan. Det odlas endast i 20 hektar över hela världen varav 13 hektar i Vétroz.